# 鹌鹑蛋

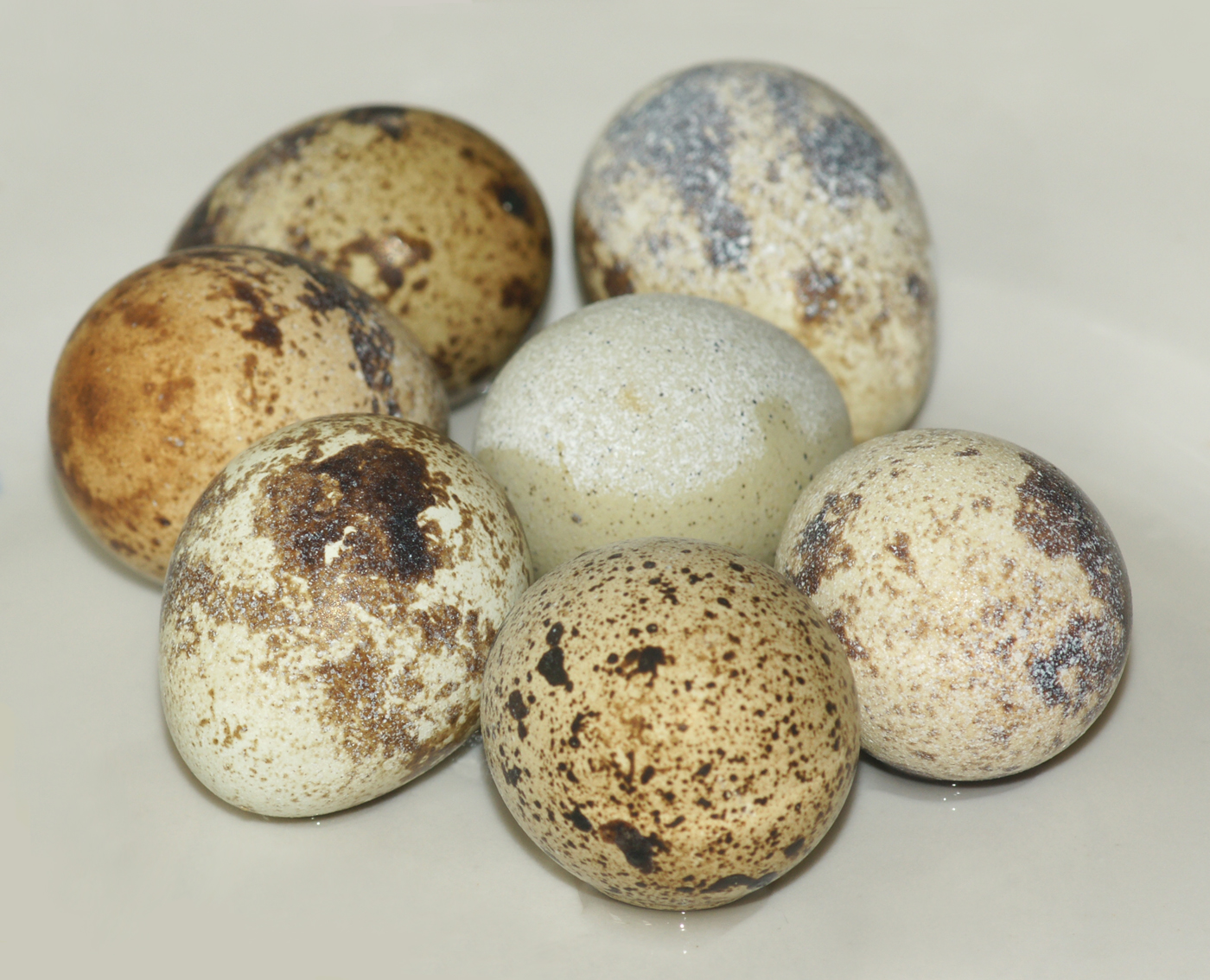
鵪鶉蛋

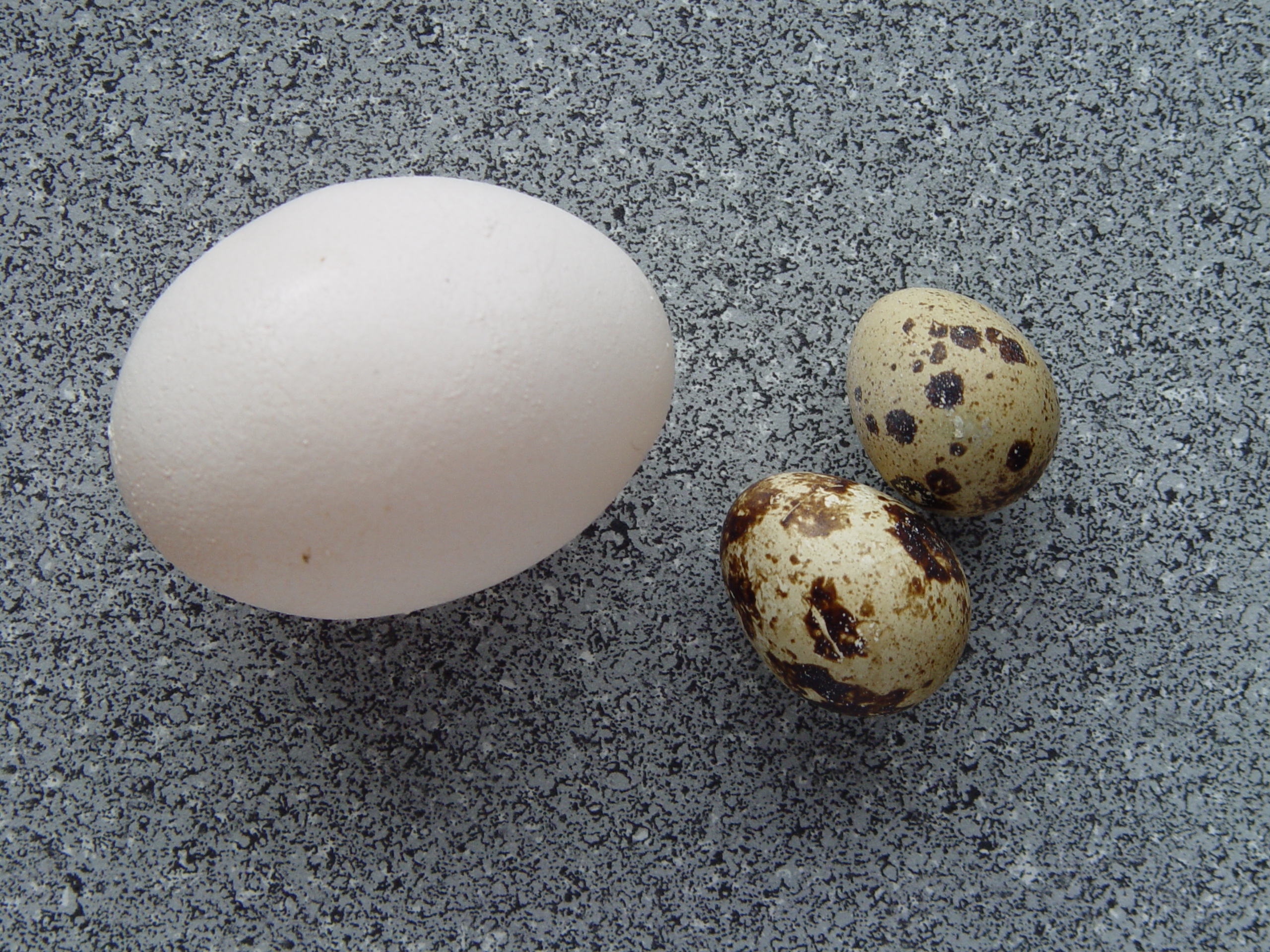
左为鸡蛋，右为鹌鹑蛋

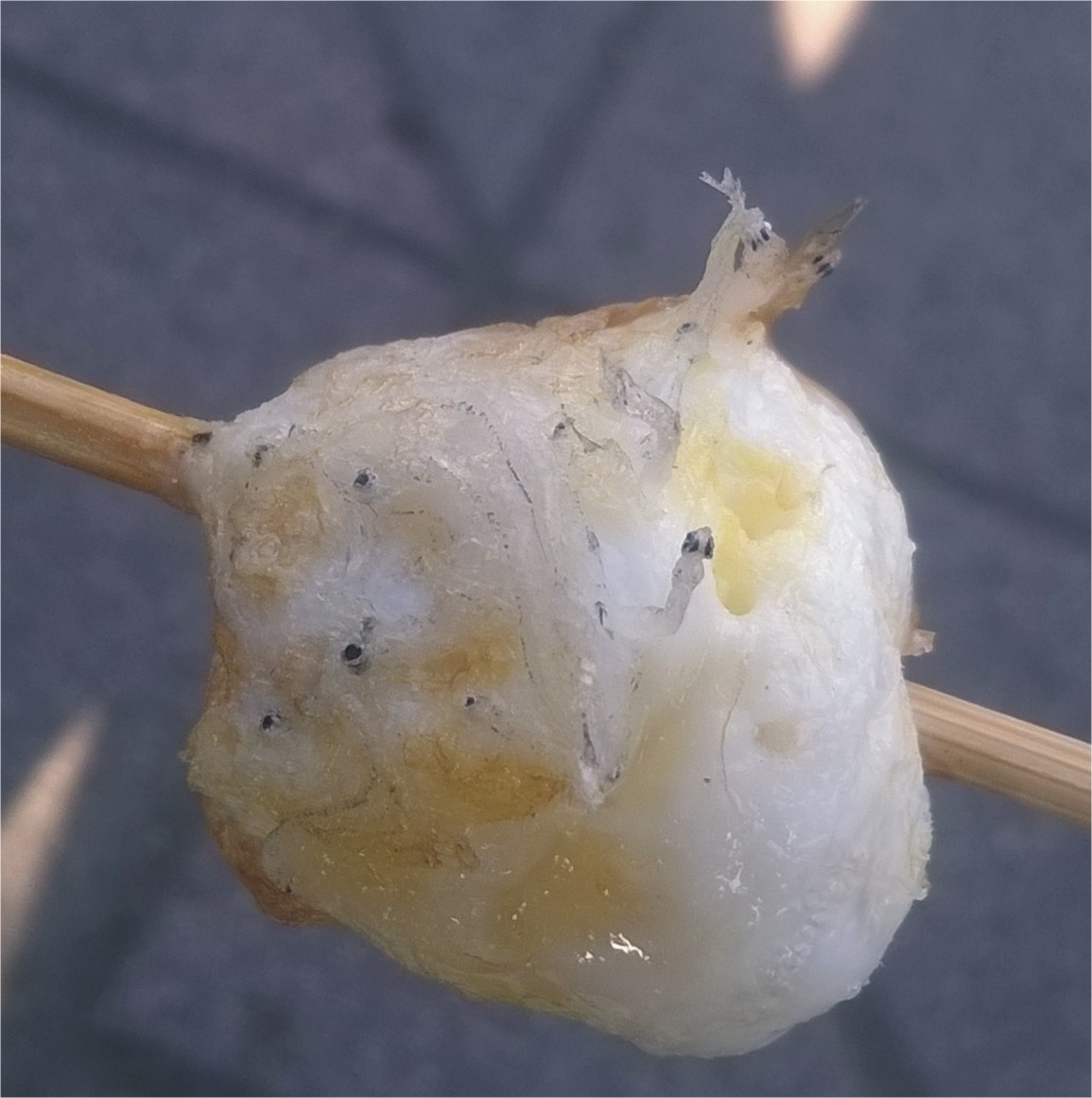
淡水老街路邊攤，販賣摻有魩仔魚的烤鵪鶉蛋。

鵪鶉蛋，是鵪鶉所產的卵，蛋殼表面帶有棕褐色斑點。鵪鶉蛋富含各類營養，是人類常食用的食品之一。一顆鵪鶉蛋的膽固醇和卡路里成分大約是一顆雞蛋的三分之一，並不特別高。鹌鹑蛋的维生素B1是鸡蛋的6倍，而维生素B2是鸡蛋的15倍。
鵪鶉的人工飼養與繁殖已經是非常成熟的技術，市場常見的食用鳥蛋，就是鵪鶉蛋。